# 480-km-Rennen von Monza 1990

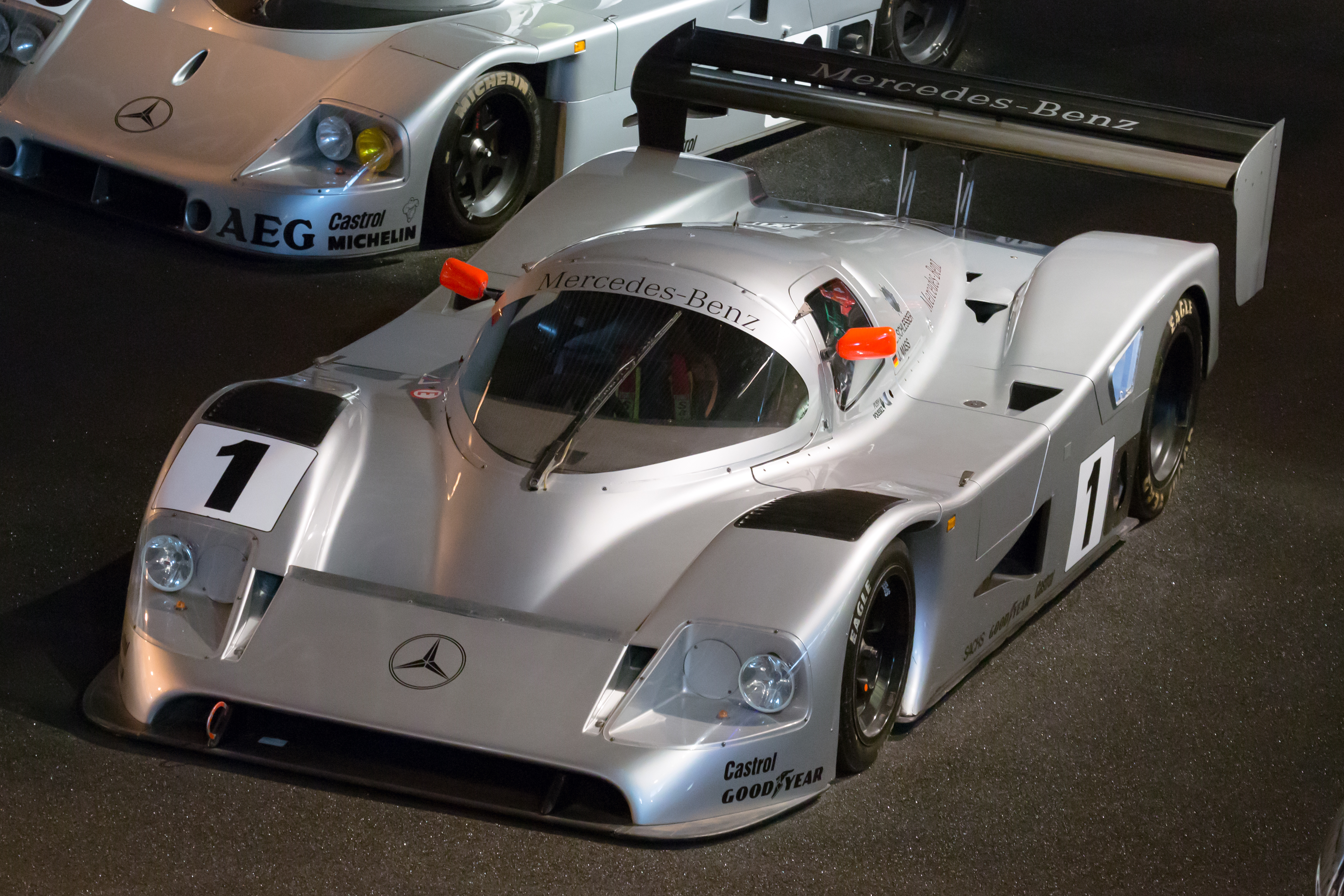
Mercedes-Benz C11, Siegerwagen von Mauro Baldi und Jean-Louis Schlesser

Das 29. 1000-km-Rennen von Monza, auch FIA WSPC – Trofeo Caracciolo, Autodromo Nazionale di Monza, fand am 29. April 1990 über eine Distanz von 480 Kilometern auf dem Autodromo Nazionale Monza statt und war der zweite Wertungslauf der Sportwagen-Weltmeisterschaft dieses Jahres.

## Das Rennen
Der Mercedes-Benz C11, das neue Einsatzfahrzeug von Sauber Motorsport für die Sportwagen-Weltmeisterschaft, gab in Monza sein Renndebüt. Der C11 war eine Weiterentwicklung des C9 und wurde vom bewährten biturbogeladenen Fünf-Liter-V8-Mercedes-Benz M119HL angetrieben. Mit ihm trug zum ersten Mal seit dem W 196 von 1955, als Mercedes aus dem Motorsport ausgestiegen war, ein Rennwagen wieder offiziell den Namen Mercedes-Benz.
Am Renntag entwickelte sich ein spannender Dreikampf zwischen den beiden Mercedes-Benz von Mauro Baldi/Jean-Louis Schlesser und Jochen Mass/Karl Wendlinger gegen den Jaguar XJR-11 von Martin Brundle und Alain Ferté, den Baldi und Schlesser nach einer Fahrzeit von knapp zwei Stunden mit einem Vorsprung von acht Sekunden auf die Teamkollegen für sich entschieden. Weitere 20 Sekunden dahinter kam der Brundle/Ferté-Jaguar als Gesamtdritter ins Ziel.

## Ergebnisse

### Schlussklassement
| 1                  | C1 | 1   | Team Sauber Mercedes             | Mauro Baldi Jean-Louis Schlesser                  | Mercedes-Benz C11 | 83 |
| 2                  | C1 | 2   | Team Sauber Mercedes             | Jochen Mass Karl Wendlinger                       | Mercedes-Benz C11 | 83 |
| 3                  | C1 | 3   | Silk Cut Jaguar                  | Martin Brundle Alain Ferté                        | Jaguar XJR-11     | 83 |
| 4                  | C1 | 4   | Silk Cut Jaguar                  | Jan Lammers Andy Wallace                          | Jaguar XJR-11     | 82 |
| 5                  | C1 | 7   | Joest Porsche Racing             | Bob Wollek Frank Jelinski                         | Porsche 962C      | 82 |
| 6                  | C1 | 22  | Spice Engineering                | Wayne Taylor Eric van de Poele                    | Spice SE90C       | 81 |
| 7                  | C1 | 23  | Nissan Motorsports International | Julian Bailey Kenny Acheson                       | Nissan R90CK      | 81 |
| 8                  | C1 | 8   | Joest Porsche Racing             | Jonathan Palmer Tiff Needell                      | Porsche 962C      | 81 |
| 9                  | C1 | 10  | Porsche Kremer Racing            | Sarel van der Merwe Bernd Schneider               | Porsche 962CK6    | 80 |
| 10                 | C1 | 11  | Porsche Kremer Racing            | Anders Olofsson Anthony Reid                      | Porsche 962CK6    | 79 |
| 11                 | C1 | 21  | Spice Engineering                | Fermín Vélez Bernard Jourdain                     | Spice SE90C       | 79 |
| 12                 | C1 | 17  | Brun Motorsport                  | Massimo Sigala Eje Elgh                           | Porsche 962C      | 79 |
| 13                 | C1 | 13  | Courage Compétition              | Pascal Fabre Beppe Gabbiani                       | Cougar C24S       | 79 |
| 14                 | C1 | 6   | Joest Racing                     | Henri Pescarolo Jean-Louis Ricci                  | Porsche 962C      | 78 |
| 15                 | C1 | 26  | Obermaier Racing                 | Jürgen Oppermann Harald Grohs                     | Porsche 962C      | 77 |
| 16                 | C1 | 39  | Swiss Team Salamin               | Antoine Salamin Luigi Taverna                     | Porsche 962C      | 76 |
| 17                 | C1 | 14  | Richard Lloyd Racing             | Manuel Reuter James Weaver                        | Porsche 962C      | 70 |
| Disqualifiziert    |    |     |                                  |                                                   |                   |    |
| 18                 | C1 | 20  | Team Davey                       | Alfonso Toledano Fulvio Ballabio Bruno Giacomelli | Porsche 962C      | 76 |
| 19                 | C1 | 16  | Brun Motorsport                  | Jesús Pareja Walter Brun                          | Porsche 962C      | 62 |
| Ausgefallen        |    |     |                                  |                                                   |                   |    |
| 20                 | C1 | 34  | Nissan Motorsports International | Mark Blundell Gianfranco Brancatelli              | Nissan R90CK      | 79 |
| 21                 | C1 | 9   | Joest Porsche Racing             | Stanley Dickens Louis Krages                      | Porsche 962C      | 77 |
| 22                 | C1 | 33  | Konrad Motorsport                | Raul Boesel                                       | Porsche 962C      | 65 |
| 23                 | C1 | 37T | Toyota Team Tom’s                | Johnny Dumfries Roberto Ravaglia                  | Toyota 89C-V      | 56 |
| 24                 | C1 | 40  | The Berkeley Team London         | Ranieri Randaccio Pasquale Barberio               | Spice SE89C       | 50 |
| 25                 | C1 | 15  | Brun Motorsport                  | Oscar Larrauri Harald Huysman                     | Porsche 962C      | 20 |
| 26                 | C1 | 28  | Chamberlain Engineering          | Cor Euser Mario Hytten                            | Spice SE89C       | 20 |
| 27                 | C1 | 30  | GP Motorsport                    | Will Hoy Philippe de Henning                      | Spice SE90C       | 14 |
| 28                 | C1 | 27  | Obermaier Racing                 | Jürgen Lässig Otto Altenbach                      | Porsche 962C      | 11 |
| 29                 | C1 | 35  | Louis Descartes                  | François Migault Denis Morin                      | ALD C289          | 8  |
| 30                 | C1 | 32  | Konrad Motorsport                | Franz Konrad Almo Coppelli                        | Porsche 962C      | 7  |
| 31                 | C1 | 36  | Toyota Team Tom’s                | Geoff Lees Aguri Suzuki                           | Toyota 90C-V      | 4  |
| 32                 | C1 | 29  | Chamberlain Engineering          | Nick Adams Charles Zwolsman senior                | Spice SE90C       | 1  |
| Nicht gestartet    |    |     |                                  |                                                   |                   |    |
| 33                 | C1 | 19  | Team Davey                       | Bruno Giacomelli Fulvio Ballabio                  | Porsche 962C      | 1  |
| 34                 | C1 | 1T  | Team Sauber Mercedes             | Jean-Louis Schlesser                              | Mercedes-Benz C9  | 2  |
| 35                 | C1 | 4T  | Silk Cut Jaguar                  | Andy Wallace                                      | Jaguar XJR-11     | 3  |
| 36                 | C1 | 37  | Toyota Team Tom’s                | Johnny Dumfries Roberto Ravaglia                  | Toyota 89C-V      | 4  |
| 37                 | C1 | 23T | Nissan Motorsports International |                                                   | Nissan R90CK      | 5  |
| Nicht qualifiziert |    |     |                                  |                                                   |                   |    |
| 38                 | C1 | 12  | Courage Compétition              | Bernard Thuner Costas Los                         | Cougar C24S       | 6  |
| 39                 | C1 | 34  | Equipe Alméras Fréres            | Jacques Alméras Jean-Marie Alméras                | Porsche 962C      | 7  |
| 40                 | C1 | 41  | Formula Alba Team                | Fabio Mancini Marco Brand                         | Alba AR20         | 8  |

1 Motorschaden im Warm-Up
2 Trainingswagen
3 Trainingswagen
4 Unfall im Training
5 Trainingswagen
6 Motorschaden im Qualifikationstraining
7 Motor im Qualifikationstraining überhitzt
8 Motorschaden im Qualifikationstraining

### Nur in der Meldeliste
Zu diesem Rennen sind keine weiteren Meldungen bekannt.

### Klassensieger
| Klasse | Fahrer               | Fahrer      | Fahrzeug          | Platzierung im Gesamtklassement |
| ------ | -------------------- | ----------- | ----------------- | ------------------------------- |
| C1     | Jean-Louis Schlesser | Mauro Baldi | Mercedes-Benz C11 | Gesamtsieg                      |

### Renndaten
- Gemeldet: 40
- Gestartet: 32
- Gewertet: 17
- Rennklassen: 1
- Zuschauer: 20000
- Wetter am Renntag: sonnig, warm und trocken
- Streckenlänge: 5,800 km
- Fahrzeit des Siegerteams: 2:17:11,735 Stunden
- Gesamtrunden des Siegerteams: 83
- Gesamtdistanz des Siegerteams: 481,400 km
- Siegerschnitt: 210,532 km/h
- Pole Position: Mauro Baldi – Mercedes-Benz C11 (#1) – 1:29,165 = 234,173 km/h
- Schnellste Rennrunde: Jochen Mass – Mercedes-Benz C11 (#2) – 1:33,426 = 223,492 km/h
- Rennserie: 2. Lauf zur Sportwagen-Weltmeisterschaft 1990